# Суджаддинов, Фаик Мири оглы
Фаик Мири оглы Суджаддинов (азерб. Faiq Miri oğlu Sücəddinov, настоящее имя — Мирфаик Суджаддинов; род. 14 июня 1947, Кировабад) — азербайджанский композитор. Заслуженный деятель искусств Азербайджана (2000). Народный артист Азербайджана (2006).

## Биография
Родился 14 июня 1947 года в городе Кировабад Азербайджанской ССР (ныне город Гянджа).
В 1965 году поступил в Бакинский музыкальный техникум имени А. Зейналлы по классу фортепиано. С 1969 года работал пианистом в Эстрадно-симфоническом оркестре Азербайджанского Гостелерадио по приглашению руководителя оркестра Тофика Ахмедова. В 1977 году окончил Азербайджанский педагогический институт имени Мирза Фатали Ахундова, в 1981 году — Азербайджанскую государственную консерваторию.
Член Союза композиторов Азербайджана. Автор многочисленных песен для исполнителей азербайджанской эстрады, музыки к кинофильмам, спектаклям. Член жюри отборочного комитета Евровидения от Азербайджана.
Среди сочинений — концерт для фортепиано и симфонического оркестра (1990), струнный квартет (1991), концерт для фортепиано и камерного оркестра (1992), скерцо для камерного оркестра (1993), ода «Ататюрк» для хора и симфонического оркестра (1994), джазовые композиции для ансамблей различных составов (1996).

## Награды
- Орден «Слава» (2007)
- Народный артист Азербайджана (2006)
- Заслуженный деятель искусств Азербайджана (2000)
- Медаль «Шараф» (2023, ТЮРКСОЙ)[4]